# Masquerade Ridge
Masquerade Ridge är en bergstopp i Antarktis. Den ligger i Östantarktis. Nya Zeeland gör anspråk på området. Toppen på Masquerade Ridge är 1 203 meter över havet.
Terrängen runt Masquerade Ridge är varierad. Trakten är obefolkad. Det finns inga samhällen i närheten.